# Limpiahogar

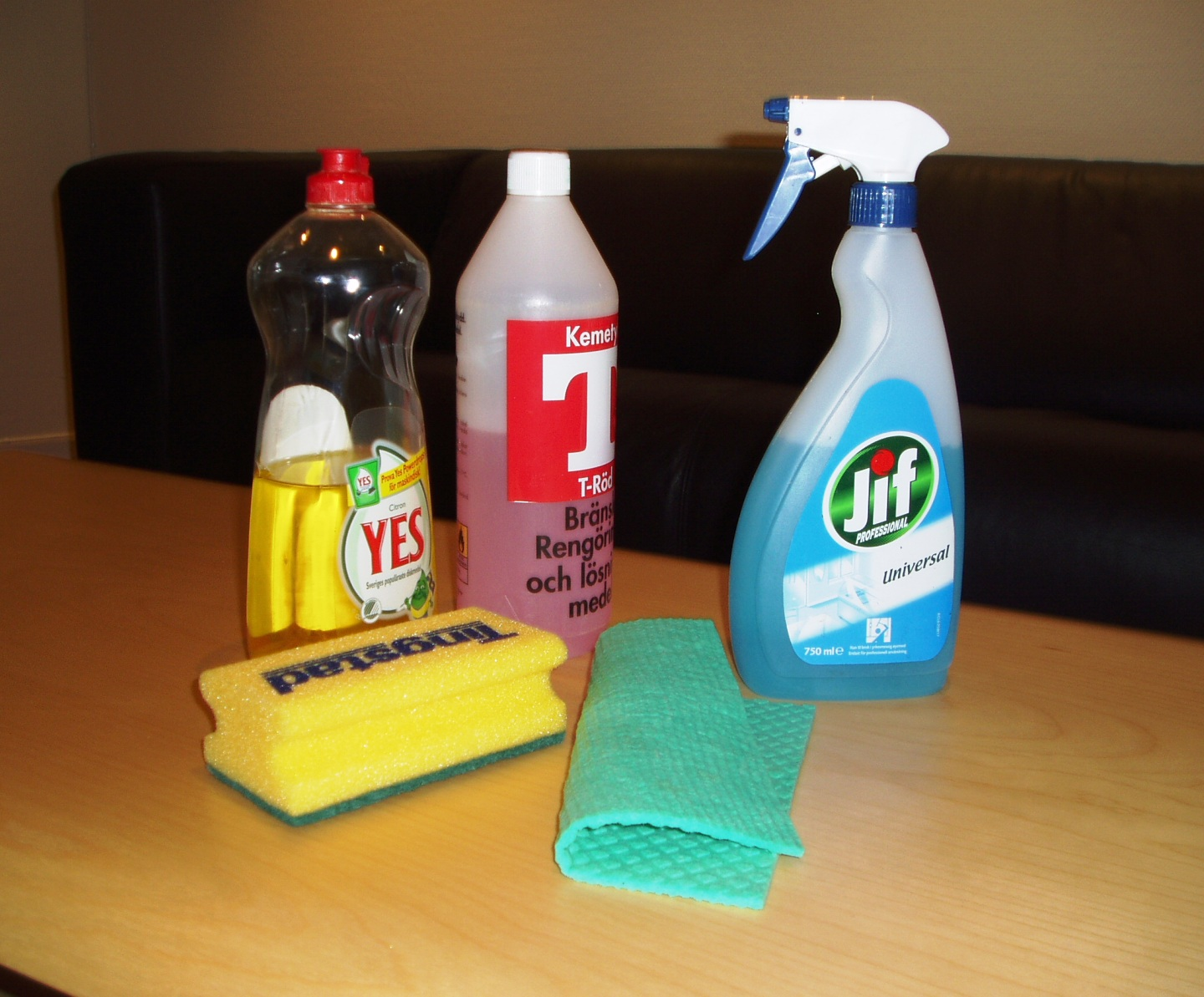
Limpiahogares

Un limpiahogar es una sustancia que se utiliza para limpiar diferentes superficies de una vivienda.
Los limpiahogares son útiles para realizar la limpieza diaria de diferentes habitaciones de una casa, en particular, la cocina y el baño. Se utilizan para limpiar determinadas superficies como baldosas, azulejos, encimeras, cerámica, etc. depositándose sobre una bayeta o ayudándose de una fregona. 
Los limpiahogares basan su poder en determinadas sustancias que se comercialización diluidas en agua. Se venden en supermercados o establecimientos de droguería en envases de plástico. Su tapón a rosca hace en ocasiones la función de medidor para obtener la dosis correcta. 
Los tensioactivos son las sustancias que proporcionan la base de estos productos. En particular, los tensioactivos no iónicos son los que más se encuentran en productos de esta naturaleza. Los tensioactinos aniónicos son también componentes habituales y se consideran buenos desengrasantes además de ser muy espumantes. El jabón también un tensioactivo pero en la actualidad prácticamente no se utiliza para estos fines. En ocasiones, los limpiahogares incluyen también disolventes que tienen la función de diluir las manchas de grasa para que sea más fácil retirarlas. Algunos agentes de blanqueo como el agua oxigenada se añade para eliminar algunas manchas difíciles como las del café o las de la fruta. 